# Governatorato francese del Ducato di Milano
Il Ducato di Milano cadde con intermittenza sotto dominazione francese nel primo quarto del XVI secolo, venendo retto da un Governatore di Milano nominato dal Re di Francia.
La Repubblica di Genova subì una simile sorte nello stesso periodo, e per pochissimo tempo anche il Regno di Napoli.

## Storia

### Il primo Ducato francese (1499-1512)
Nel 1495 Carlo VIII fu cacciato dalla Penisola da una Lega composta dagli Stati italiani, Sacro Romano Impero, Spagna e Inghilterra, ma solo tre anni dopo, nel 1498, il Duca d'Orléans, divenuto Re di Francia col nome di Luigi XII, fece valere le proprie pretese sul ducato di Milano: un suo antenato, Luigi di Turenna, aveva infatti sposato nel 1389 Valentina Visconti, figlia del duca Gian Galeazzo, il cui contratto matrimoniale stabiliva che, nel caso di estinzione della dinastia viscontea, il titolo di Duca di Milano andasse ai discendenti di Valentina. Luigi XII, protestandosi legittimo erede dei Visconti, invase lo Stato milanese nel 1499, scacciandone Ludovico il Moro. L'ex sovrano sforzesco cercò inutilmente di contrastare le truppe transalpine, chiedendo anche aiuto all'Imperatore, ma riuscì soltanto a riprendere per breve tempo la capitale e poche altre terre. Sconfitto e fatto prigioniero a Novara nel 1500, fu deportato in Francia, nel Castello di Loches, ove morì il 27 maggio 1508. Gli alleati dei transalpini vennero presto liquidati: Venezia con il Contado di Cremona, la Svizzera con il Baliaggio di Bellinzona.
La questione della legittimità della dominazione francese sul ducato assunse profili di grave problematicità d’appunto di vista dinastico. La sovranità sullo Stato, membro del Sacro Romano Impero, si basava infatti sull’investitura imperiale concessa un secolo prima nel 1395, ma i re di Francia avevano da tempo affermato il principio Rex in regno suo est imperator, rifiutando qualsivoglia dipendenza dall’universalismo imperiale, concretizzato nella cerimonia di omaggio dei vassalli al cesareo sovrano. L’orgoglio di Luigi XII fu il principale nodo che ritardò di ben quattro anni l’applicazione del trattato di Trento (1501), finché la perdita del regno napoletano, che sembrava ripetere la totale sconfitta francese nella Prima guerra italiana, non lo convinse ad accettare i termini del trattato il 5 aprile 1505 onde farsi riconoscere le sue conquiste nel Nord Italia.

### Il periodo svizzero (1512-1515)
Luigi XII rimase Duca di Milano fino al 1512, quando l'esercito svizzero scacciò quello francese dalla Lombardia e pose sul trono milanese Massimiliano Sforza, figlio di Ludovico il Moro. Fra il 1512 e il 1515 i Cantoni svizzeri controllarono de facto il ducato.

### Il secondo Ducato francese (1515-1521)
Sotto il regno di Francesco I di Valois la Corona francese riuscì a ristabilire la propria sovranità sul ducato milanese. Nel 1515, dopo la sanguinosa battaglia di Marignano, che vide la sconfitta dell'esercito elvetico, il sovrano francese depose Massimiliano e si installò sul trono ducale. Nonostante la sconfitta gli Svizzeri riuscirono però a conservare i territori lungo la strada che dal Passo del San Gottardo conduce alle porte di Como (odierno Canton Ticino). Il trattato di Noyon del 1516 confermò il possesso del Ducato di Milano ai francesi. Francesco di Valois governò il ducato fino al 1521, quando Carlo V, Re di Spagna e Imperatore del Sacro Romano Impero, innalzò al trono del ducato il giovane fratello di Massimiliano, Francesco II Sforza. La decisiva sconfitta francese nella battaglia di Pavia, il 24 febbraio 1525, lasciò alle forze imperiali di Carlo V il predominio in Italia.